# Tockus kempi
Tockus kempi là một loài chim trong họ Bucerotidae.